# Heather Clark
Pour les articles homonymes, voir Clark.
Heather Clark est une surfeuse professionnelle sud-africaine née le 11 juin 1972 à Port Shepstone dans la province du KwaZulu-Natal en Afrique du Sud.

## Palmarès

### WCT
- 2006 : 13e rétrogradée en WQS
- 2005 : 15e repêchée grâce au WQS
- 2004 : 12e repêchée grâce au WQS
- 2003 :   3e
- 2002 :   6e
- 2001 :   5e
- 2000 :   7e